# 章用

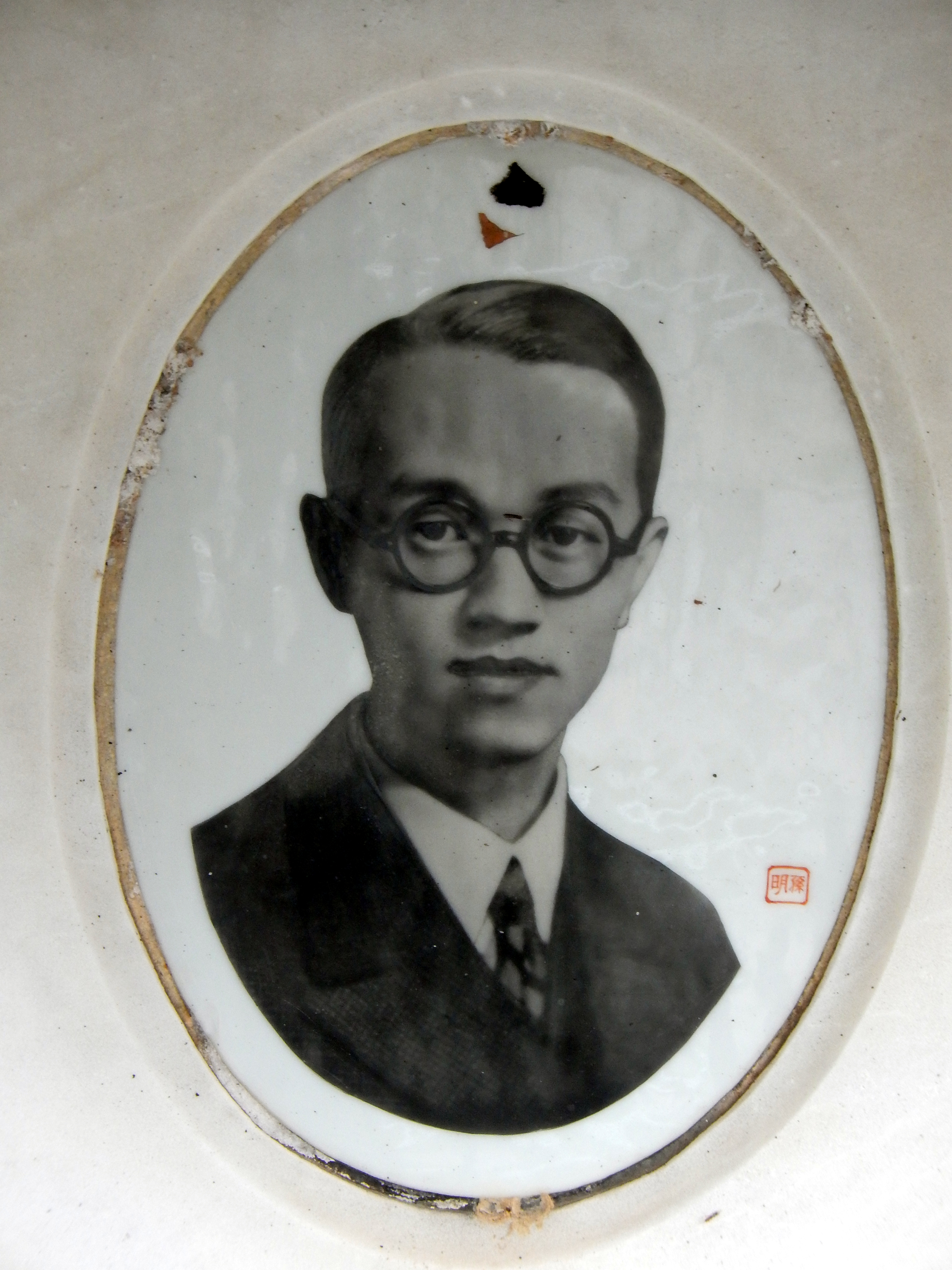

章用（1911年3月9日—1939年12月16日），字俊之，湖南長沙人，章士釗二子，數學學者。

## 生平
章用於1911年生於英國蘇格蘭。1920年，其父章士釗將章用交與李大釗照料。
早年留學英國，後到德國格丁根大學數學系修讀數學、物理學、化學、哲學、拉丁文，在此結識了季羡林。
1936年返回中國，先後在山東大學和浙江大學任教。中日戰爭爆發後於1939年12月16日在香港病逝。

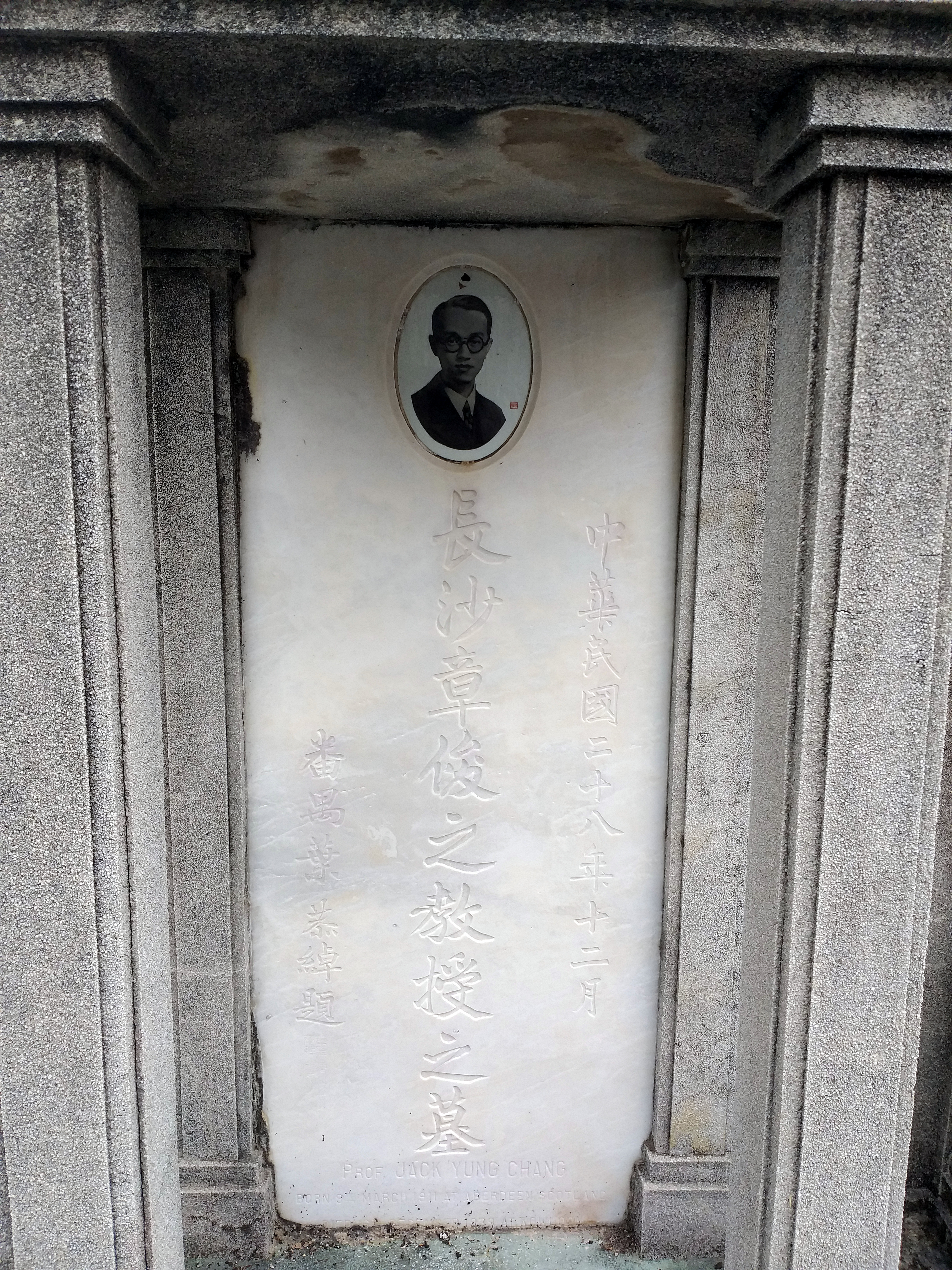
章俊之教授墓碑